# Eupeodes ishiyamensis
Eupeodes ishiyamensis är en tvåvingeart som först beskrevs av Matsumura 1918.  Eupeodes ishiyamensis ingår i släktet fältblomflugor, och familjen blomflugor. Inga underarter finns listade i Catalogue of Life.